# Lanquetot
Lanquetot – miejscowość i gmina we Francji, w regionie Normandia, w departamencie Sekwana Nadmorska.
Według danych na rok 1990 gminę zamieszkiwało 1000 osób, a gęstość zaludnienia wynosiła 196 osób/km² (wśród 1421 gmin Górnej Normandii Lanquetot plasuje się na 238. miejscu pod względem liczby ludności, natomiast pod względem powierzchni na miejscu 682.).